# Chidamāt-i Ittilā’āt-i Dawlati

Wappen des KHAD (1980–1987)

Khidamāt-i Ittilāʿāt-i Dawlati (persisch خدمات اطلاعات دولتی – Staatlicher Nachrichtendienst), auch unter dem an die englische Transkription angelehnten Akronym KhAD bekannt, war der afghanische Geheimdienst unter der sowjetgestützten Regierung. Er wurde 1980 gegründet. Der KhAD stand ursprünglich unter der Führung von Mohammed Nadschibullah, der 1987 Präsident von Afghanistan wurde.
Der KhAD bestand bis zum Zerfall der Demokratischen Republik Afghanistans in 1992.